# In and Out of Control
In and Out of Control è il quarto album in studio del gruppo musicale rock danese The Raveonettes, pubblicato nel 2009.

## Tracce
1. Bang! – 2:54
2. Gone Forever – 3:36
3. Last Dance – 3:47
4. Boys Who Rape (Should All Be Destroyed) – 3:04
5. Heart of Stone – 3:55
6. Oh, I Buried You Today – 1:22
7. Suicide – 3:13
8. D.R.U.G.S – 4:30
9. Breaking into Cars – 3:08
10. Break Up Girls! – 4:00
11. Wine – 3:41

## Formazione
- Sune Rose Wagner - chitarra, voce, altri strumenti
- Sharin Foo - voce, chitarra, percussioni, basso